# 陸小芬
張淑芬（1956年10月9日—），藝名陸小芬，台灣女演員與女歌手。1983年以電影《看海的日子》飾演白玫角色，獲頒第20屆金馬獎最佳女主角獎項。在睽違影壇24年後，2023年以電影《本日公休》飾演阿蕊角色，獲頒第25屆台北電影獎最佳女主角獎項。

## 生平
陸小芬出生在臺北縣瑞芳鎮九份的礦工家庭。1977年，於音樂培訓班結訓後，開始職業演唱。1978年，與台灣電視公司簽約，並在「鳳凰」、「麗聲」等歌廳駐唱。
1980年，陸小芬參演王菊金執導的電影《上海社會檔案》，飾演被文化大革命迫害的少女。1981年，該片上映。片中沒穿胸罩的陸小芬裸露雙乳，演出令人震驚的「胸前一刀」，引起社會轟動。因此，陸小芬與陸儀鳳、陸一嬋、楊惠姍並稱「三陸一楊」，成為1980年代的票房明星，紅極一時。
1985年1月28日，陸小芬在台北市立社會教育館參加中國電視公司《黃金拍檔》錄影，穿著兩截式緊身韻律裝，在舞台上勁歌熱舞；不料，一個「雙手猛然往上一抬」的動作讓她的乳房蹦出來，現場觀眾看得目瞪口呆。1985年1月29日，《聯合報》綜合版、《台灣時報》社會版、《民生報》影劇新聞版都刊登了陸小芬的露點照片，尤其《民生報》一口氣刊登三張連續動作的放大照片。當時有兩種說法：⑴陸小芬是被蔣經國政府授意露點，以淡化當時江南案的熱潮；⑵陸小芬以性感身材自豪，沒有戴胸罩的習慣，才會不慎露點。1985年2月9日，李敖評：「在江南命案正如火如荼地煎熬著國民黨的時候，一向很少花邊新聞的性感影后陸小芬大穿梆消息，很清涼、很軟性地稍稍吸引了人們的注意，激起一陣小小漣漪。我不知道新聞局或有關單位最後是怎麼處理這一事件的；不管怎麼處理，反正陸小芬是贏了。不論國民黨授意也好、不授意也罷，陸小芬的乳房終於爭取了自由。」
1983年，陸小芬主演由王童執導、根據黃春明原著小說改編的電影《看海的日子》，飾演從小被賣給別人家作養女、又被養父賣到妓院的女子白玫，得到第20屆金馬獎最佳女主角。1987年，陸小芬參演陳坤厚執導的電影《桂花巷》，展現命運坎坷的寡婦高剔紅的內心疾苦，得到第33屆亞太影展最佳女主角。次年，陸小芬主演陳耀圻編導的電影《晚春情事》，再次扮演寡婦，得到第34屆亞太影展最佳女主角。
1990年，陸小芬大量減少演出，并赴美國進修戲劇方面之學科，獲得美國林肯大學榮譽博士學位。學成返回台灣，隨惟覺法師修習佛法。2001年，陸小芬接演民視八點檔電視劇《金枝玉葉》，飾演黃秀緞角色。
2010年10月7日，曾經任命陳俊源擔任董事長的創意生技，被十多位投資人公開指控假投資真吸金；陳俊源回應，他只擔任董事長四個月就被辭退，他對此案並不知情，此案與陸小芬無關。
2023年，陸小芬主演由導演傅天余自編自導電影《本日公休》，飾演經營台式家庭理髮的歐巴桑阿蕊角色。這也是陸小芬息影超過20年後，睽違已久重返大銀幕的電影作品。
2024年，公益代言董氏基金會老年憂鬱防治微電影《一起跳舞 （页面存档备份，存于）》，陸小芬精湛的演技把老年憂鬱的警訊演繹得淋漓盡致，呼籲民眾一同關心老年憂鬱症，了解、傾聽、陪伴，學習與憂鬱共處，就像陪著一起跳舞，慢慢緩緩、好好變老。

## 個人生活
2005年10月底，陸小芬與前台北市議員陳俊源低調公證結婚。她婚前淡出演藝圈、轉開芳療工作室。

## 演出作品

### 電視劇
| 年份   | 電視台 | 劇名     | 角色   |
| 1999年 | 民視   | 富貴在天 | 林秀蘭 |
| 2000年 | 民視   | 大腳阿嬤 | 高阿滿 |
| 2001年 | 民視   | 金枝玉葉 | 黄秀緞 |

### 電影
| 年份   | 片名           | 角色         |
| 1981年 | 上海社會檔案   | 李麗芳       |
| 1981年 | 瘋狂女煞星     | 徐婉清       |
| 1982年 | 冷眼殺機       | 周天琪       |
| 1982年 | 哇塞           |              |
| 1982年 | 糊塗女司機     |              |
| 1982年 | 癡情奇女子     |              |
| 1982年 | 艶賊           |              |
| 1983年 | 金門女兵       |              |
| 1983年 | 看海的日子     | 白玫         |
| 1984年 | 嫁妝一牛車     |              |
| 1984年 | 在室男         |              |
| 1984年 | 南京的基督     | 一代名妓小鳳 |
| 1985年 | 典妻           |              |
| 1985年 | 孤戀花         |              |
| 1986年 | 二手貨         |              |
| 1986年 | 神勇雙響炮續集 |              |
| 1986年 | 望海的母親     |              |
| 1986年 | 流浪少年路     |              |
| 1986年 | 老虎來了       |              |
| 1988年 | 桂花巷         | 高剔紅       |
| 1988年 | 陰間響馬       |              |
| 1988年 | 吹鼓吹         |              |
| 1989年 | 晚春情事       | 春燕         |
| 1989年 | 沒卵頭家       |              |
| 1990年 | 客途秋恨       | 平野葵子     |
| 1990年 | 販母案考       |              |
| 1993年 | 十八           | 明珠         |
| 1999年 | 小卒戰將       |              |
| 2023年 | 本日公休       | 阿蕊         |
| 2025年 | 陽光俱樂部     | 沈麗萍       |

## 主持作品
| 年份                       | 電視台       | 節目名                                                                 | 附註說明                             |
| 日期不詳                   | 中國電視公司 | 陸小芬電視專輯《陸小芬專輯：命運的小巷》                               |                                      |
| 1986年2月8日20：00～24：00 | 中國電視公司 | 1986年春節特別節目《影視超級巨星慶團圓》                               | 分為四段，陸小芬與孫越主持第一段。   |
| 1986年9月6日               |              | 《民生報》與中華民國電視學會主辦「風雨送愛心：全國藝人聯合賑災義演會」 | 分為六段，陸小芬與田文仲主持第六段。 |

## 音樂作品

### 唱片專輯
| 發行日期 | 專輯名稱               | 發行公司               | 語言 | 曲目 |
| 1979年   | 《花開花謝又一年》     | 麗歌唱片廠股份有限公司 | 國語 | 1. 花開花謝又一年 2. 青青草原陽光下 3. 你像一條龍 4. 愛的狄斯可 5. 倩人路 6. 難忘的旋律 7. 金鳳凰 8. 情歌寫在彩雲上 9. 愛情像風兒一樣來 10. 情人的畫像 11. 潩濃的情意 12. 夜海 |
| 1985年   | 《情與愁》，溫隆俊製作 | 中聯唱片事業有限公司   | 國語 | 1. 情愁 2. 秋聲賦 3. 夜歌 4. 孤戀花 5. 黑色的靈魂 6. 心曲 7. 命運的小巷 8. 愛就是這樣 9. 冬夜 10. 當杜鵑花開的時候 11. 情人站出來                                              |

## 出版作品

### 著作
| 發行日期          | 書名             | 出版社   | ISBN            |
| 2003年4月24日初版 | 《陸小芬生活禪》 | 東佑文化 | ISBN 9579669503 |
| 2007年1月23日初版 | 《芳香樂活禪》   | 聯合文學 | ISBN 9575226690 |

## 獲得獎項

### 金馬獎
| 年份   | 獲提名         | 獎項                   | 結果 |
| ------ | -------------- | ---------------------- | ---- |
| 1983年 | 《看海的日子》 | 第20屆金馬獎最佳女主角 | 獲獎 |
| 1993年 | 《十八》       | 第30屆金馬獎最佳女主角 | 提名 |
| 2023年 | 《本日公休》   | 第60屆金馬獎最佳女主角 | 提名 |

### 亞太影展
| 年份   | 獲提名       | 獎項                     | 結果 |
| ------ | ------------ | ------------------------ | ---- |
| 1987年 | 《桂花巷》   | 第33屆亞太影展最佳女主角 | 獲獎 |
| 1988年 | 《晚春情事》 | 第34屆亞太影展最佳女主角 | 獲獎 |

### 大阪亞洲電影節
| 年份   | 獲提名       | 獎項                                         | 結果 |
| ------ | ------------ | -------------------------------------------- | ---- |
| 2023年 | 《本日公休》 | 第18屆大阪亞洲電影節藥師真珠獎（最佳演員獎） | 獲獎 |

### 台北電影獎
| 年份   | 獲提名       | 獎項                       | 結果 |
| ------ | ------------ | -------------------------- | ---- |
| 2023年 | 《本日公休》 | 第25屆台北電影獎最佳女主角 | 獲獎 |

### 台灣影評人協會
| 年份   | 獲提名       | 獎項                            | 結果 |
| ------ | ------------ | ------------------------------- | ---- |
| 2024年 | 《本日公休》 | 第5屆台灣影評人協會獎最佳女演員 | 提名 |

## 公益代言
董氏基金會《一起跳舞 （页面存档备份，存于）》老年憂鬱防治微電影(2024)

## 外部連結
- 陸小芬的部落格 （页面存档备份，存于）
- 陸小芬在互联网电影资料库（IMDb）上的資料（英文）
- 在AllMovie上陸小芬的頁面（英文）
- 陸小芬在香港影庫上的簡介
- 陸小芬在豆瓣上的资料（简体中文）
- 陸小芬在时光网上的簡介（简体中文）
- 陸小芬在台灣電影網上的資料（繁體中文）
- 華文影史庫 陸小芬 簡介 （页面存档备份，存于）